# United Parcel Service
United Parcel Service (UPS) è una società statunitense di trasporto pacchi e spedizioni internazionali.

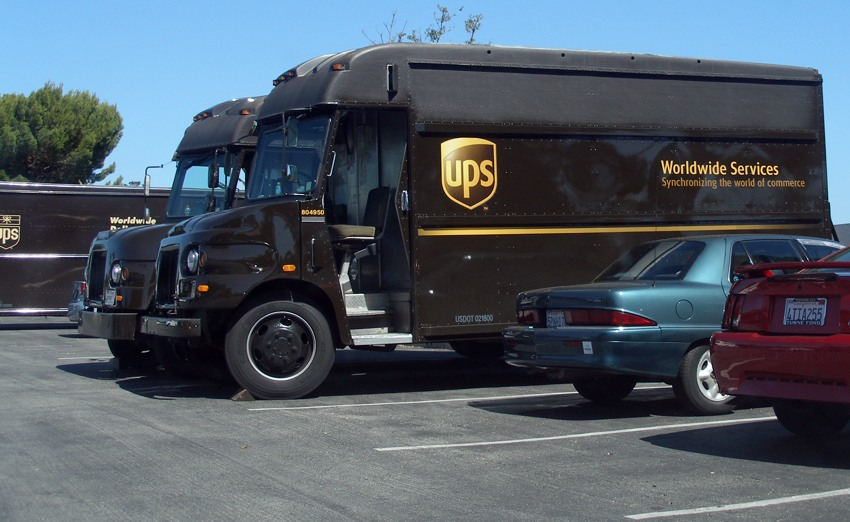
Automezzi con la classica livrea UPS

La sua sede è ad Atlanta in Georgia (USA).

## Storia
Il 28 agosto del 1907, a 19 anni, Jim Casey fondò la American Messenger Company a Seattle, Washington (USA). La maggior parte delle consegne all'epoca veniva effettuata a piedi, per le distanze più lunghe veniva utilizzata una bicicletta. L'attività principale della American Messenger Company consisteva nella consegna di pacchi presso negozi al dettaglio per conto dello U.S. Post Office.
Il primo cambiamento di denominazione avvenne nel 1913 in Merchants Parcel Delivery per arrivare alla denominazione tuttora in uso nel 1919.
Uno dei soprannomi con cui è conosciuta è quello di The Big Brown Machine (in lingua italiana traducibile come "la grande macchina marrone") per la caratteristica livrea che da anni rende inconfondibili i suoi mezzi di trasporto in tutto il mondo. L'unica modifica estetica effettuata in anni recenti dall'azienda è stata la modernizzazione del logo originario, disegnato da Paul Rand, in uso dal 1961 e sostituito dopo oltre 40 anni di uso nel 2003.

## La flotta

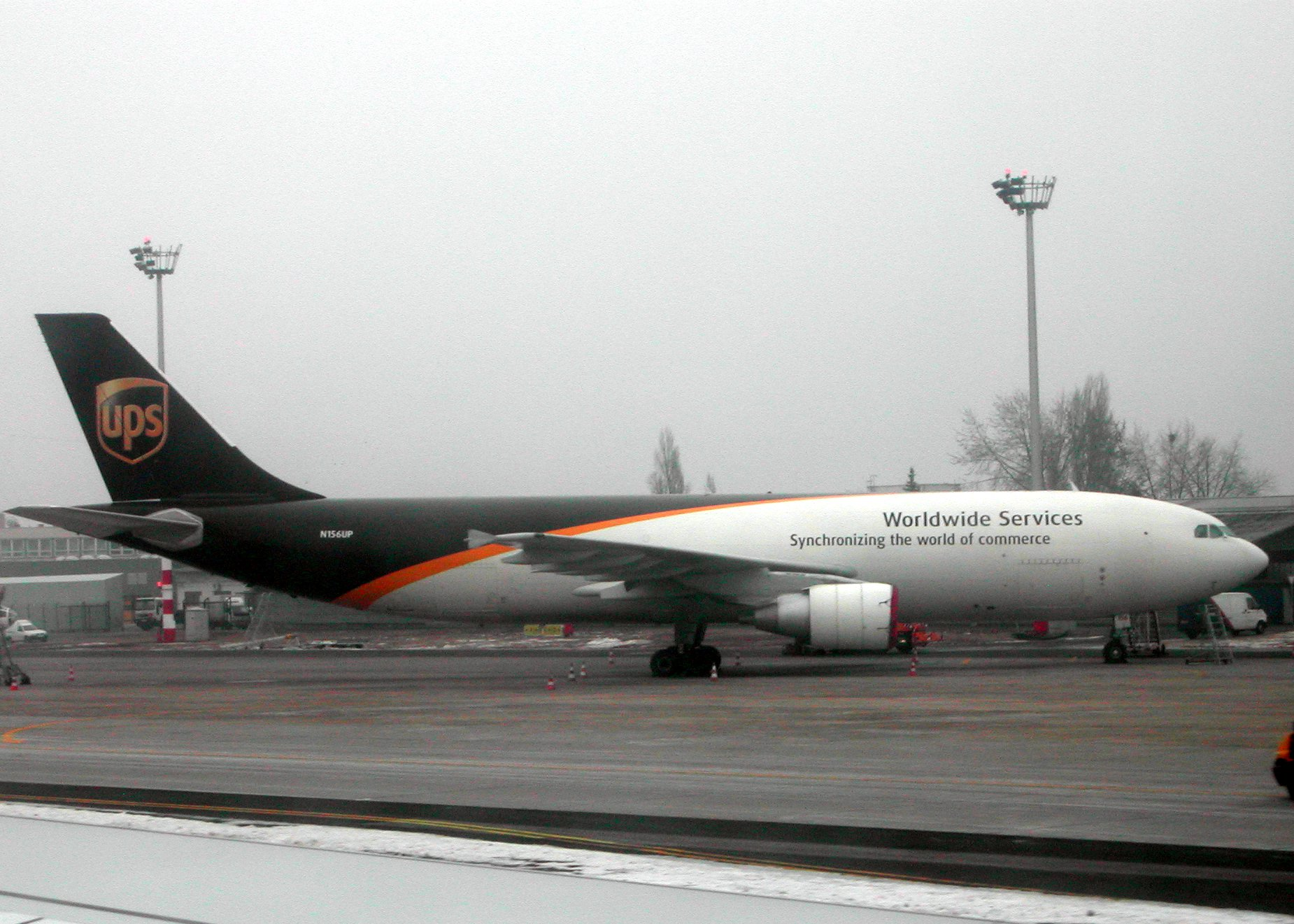
UPS Airbus A300F4-622R

Nel 2007 e nel 2008, secondo la rivista Air Transport World, è stata la terza più grande compagnia aerea del mondo (dopo la FedEx e Air France-KLM) in termini di tonnellate per chilometro trasportate. La flotta aerea di United Parcel Service (che ne fa l'ottava compagnia aerea mondiale), è composta da 238 velivoli.

## Sponsorizzazioni
Dal 2013 al 2021 è stata sponsor della Scuderia Ferrari nel campionato del mondo di Formula 1.